# Rubenow
Rubenow er en by og kommune i det nordøstlige Tyskland, beliggende i Amt Lubmin i den nordvestlige del af Landkreis Vorpommern-Greifswald. Landkreis Vorpommern-Greifswald ligger i delstaten Mecklenburg-Vorpommern.

## Geografi
Rubenow er beliggende mellem Wolgast og Lubmin syd for Østersøkysten. Omkring syv kilometer sydøst for kommunen ligger byen Wolgast og syv kilometer mod nord amtets administrationsby, Lubmin. Den nordlige del af kommunen er skovklædt. I kommunen findes også det tidligere Kernekraftværk Greifswald, der dels lå i Rubenow, dels i Lubmin. I den sydlige del af området ligger den op til tre kilometer brede Ziesedal.
I kommunen finder man ud over Rubenow, landsbyerne Groß Ernsthof, Latzow, Nonnendorf, Rubenow-Siedlung og Voddow.

## Eksterne kilder og henvisninger
- Wikimedia Commons har flere filer relateret til Rubenow
- Kommunens side på amtets websted
- Befolkningsstatistik mm (Webside ikke længere tilgængelig)